# Anton Bæckström
Anton Bæckström, född 1769, död 1813, var en svensk handlande och riksdagsman.
Anton Bæckström verkade som handlande och dykeriöverkommissarie i Karlskrona. Han var riksdagsman i borgarståndet för Karlskrona vid urtima riksdagen 1812. I riksdagen var han ledamot i bevillningsutskottet och i borgarståndets enskilda besvärsutskott.